# Liste des dirigeants actuels des régions géorgiennes
 (août 2023).

Division admininistrative de la Géorgie, selon la Constitution géorgienne et le droit international

La liste des dirigeants des 12 divisions administratives géorgiennes concerne 2 républiques autonomes (Abkhazie sécessionniste et Adjarie), 9 régions administratives et la ville de Tbilissi. 

## Républiques autonomes
L'Abkhazie, depuis sa sécession en 1992 et sa reconnaissance internationale limitée en 2008, dispose d'un président en exil nommé par les autorités géorgiennes ; localement, la gouvernance est animée par un président élu ne reconnaissant plus son appartenance à la République de Géorgie. 
L'Adjarie dispose d'un Conseil suprême et d'un gouvernement régional élus, loyaux vis-à-vis des autorités centrales géorgiennes depuis 2004. 

## Régions administratives
Les gouverneurs des 9 régions administratives sont nommés par le Premier ministre depuis la révision constitutionnelle de 2012. 

## Tbilissi
Tbilissi dispose d'un Conseil municipal et d'un maire élus depuis la révision constitutionnelle de 2006.   

## Dirigeants
Au 17 janvier 2017, la liste suivante des dirigeants peut-être établie :
| Région                                | Statut                       | Nom                  | Depuis (le)       |
| ------------------------------------- | ---------------------------- | -------------------- | ----------------- |
| Abkhazie                              | Président du Conseil suprême | Elguja Gvazava (en)  | 20 mars 2009      |
| Abkhazie                              | Premier ministre             | Vakhtang Kolbaia     | 8 avril 2013      |
| Adjarie                               | Président du Conseil suprême | Davit Gabaidze       | 28 novembre 2016  |
| Adjarie                               | Premier ministre             | Zourab Pataradze     | 15 juillet 2016   |
| Basse Kartlie                         | Gouverneur                   | Paata Khizanichvili  | 18 décembre 2014  |
| Gourie                                | Gouverneur                   | Guia Saloukvadze     | 11 mai 2015       |
| Iméréthie                             | Gouverneur                   | Guivi Tchitchinadze  | 23 février 2015   |
| Kakhétie                              | Gouverneur                   | Irakli Kadaguichvili | 17 septembre 2016 |
| Kartlie intérieure                    | Gouverneur                   | Ioseb Okromelidze    | interim           |
| Mtskhéta-Mtianétie                    | Gouverneur                   | Gotcha Zeikidze      | 10 mars 2016      |
| Mingrélie-Haute Svanétie              | Gouverneur                   | Levan Chonia         | 13 décembre 2013  |
| Ratcha-Letchkhoumie et Basse Svanétie | Gouverneur                   | Parmen Margvelidze   | 13 décembre 2013  |
| Samtskhé-Djavakhétie                  | Gouverneur                   | Akaki Matchoutadze   | 13 décembre 2013  |
| Tbilissi                              | Maire                        | Davit Narmania       | 12 juillet 2014   |

## Cas particulier de l'Ossétie du Sud
Pour l'ancienne région autonome de Tskhinvali, (Samachoblo pour les Géorgiens et Ossétie du Sud pour les Ossètes), créée le 20 avril 1922, révoquée le 10 décembre 1990 par la RSS de Géorgie, ayant donné lieu à une sécession en 1991 et à une reconnaissance internationale limitée à la Russie, le Vénézuéla, le Nicaragua et les îles Nauru en 2008, un président d'administration provisoire, Dmitri Sanakoiev, avait été nommé à Tbilissi par les autorités géorgiennes le 10 mai 2007. Cette fonction n’existe plus.[réf. nécessaire]